# گارث مانتون
گارث مانتون (انگلیسی: Garth Manton؛ ۱۶ دسامبر ۱۹۲۹ – ۱ فوریهٔ ۲۰۲۴) قایقران روئینگ اهل استرالیا بود.